# Mantel

Herrenmantel der Hofschneiderei Fr. Kaedings Nachfolger, Zittorin & Lundvik, Schweden

Der Mantel (althochdeutsch mantal, von lateinisch mantellum ‚Hülle‘, ‚Decke‘) ist ein der Jacke mit langen Ärmeln ähnliches, mindestens knielanges Oberbekleidungsstück. Der Gebrauch, ab welcher Länge ein Teil als Mantel bezeichnet wird, ist jedoch von der Epoche und der Mode abhängig. Bis auf Sonderformen (Hausmantel, Bademantel usw.) wird er im Außenbereich getragen, zum Beispiel als Wettermantel. Er ist das äußerste Kleidungsstück, außer eventuellen zusätzlichen Accessoires wie etwa Schals.
Damen- und Herrenmäntel unterscheiden sich in der Regel durch die Art der Knöpfung, bei Damenkleidung befindet sich der Übertritt rechts.

## Geschichte

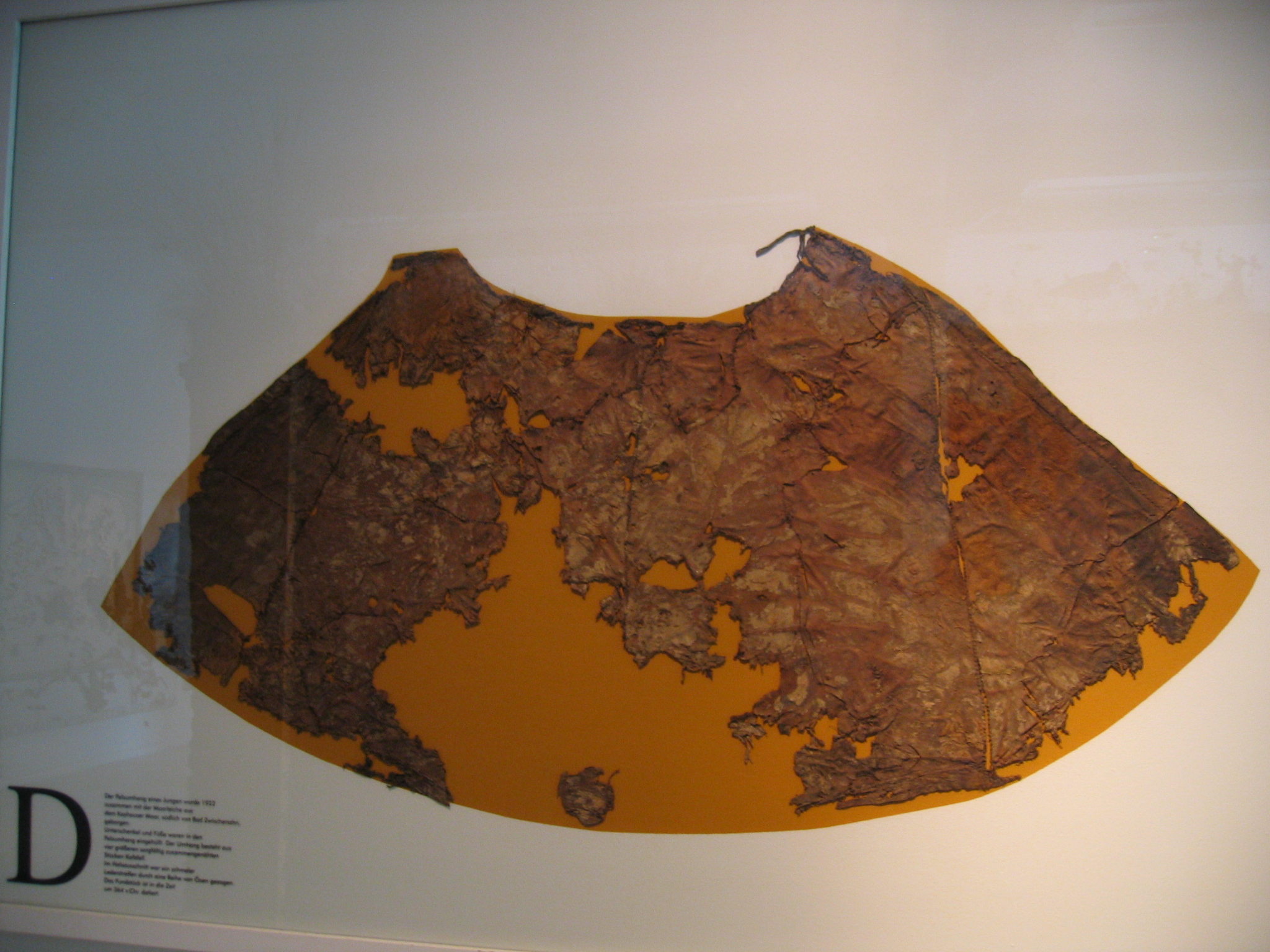
Reste des Pelzumhangs der Moorleiche von Kayhausen, ca. 364–350 v. Chr.

Einer der ältesten archäologisch belegten Mäntel ist, neben seinem Pelzmantel, der fünftausend Jahre alte Grasmantel der Gletscherleiche Ötzi. Die feine und kunstfertige handwerkliche Ausführung dieses und anderer seiner Kleidungsstücke führten zu einer umfassenden Neubewertung der mitteleuropäischen Kultur der Jungsteinzeit.
Die Römer nannten ihre frühen Mantelformen Sagum und Trabea und unterschieden damit zwischen kurzen und längeren, halbkreisförmig geschnittenen Mänteln. Die Griechen trugen Chlamys und Himation.

## Mantelformen A–Z

### Caban

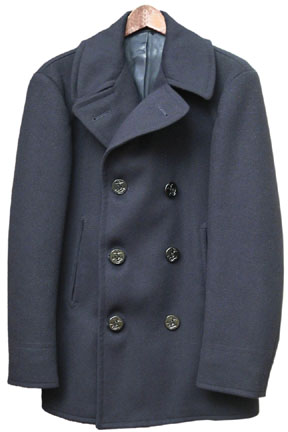
Caban-Mantel der US Navy

Der Caban-Mantel ist einer der Klassiker maritimer Männermode. Er wurde speziell für bretonische Fischer gefertigt und war ursprünglich weiß. In der Bretagne heißt dieser Mantel Kap Gwenn, was so viel wie „weißer Stoff“ bedeutet. Eine nur noch wenig gebräuchliche Bezeichnung ist „Stutzer“, die wiederum der Name für einen Trachtenkurzmantel in Österreich ist. Bei der US-amerikanischen Marine heißt er Peacoat, in der Deutschen Marine wird er auch „Kolani“ genannt.

### Cape
Ein Cape (auch als Pelerine bezeichnet) ist ein ärmelloser, weit geschnittener Umhang für Männer und Frauen, meist mit geschlitzten Armdurchgriffen, oft mit Kapuze, die auch abnehmbar sein kann. Wie ein Poncho und ein Radmantel besteht ein Cape meist aus einem großzügigen Stück Stoff, das frei um den Körper fällt. Eine Variante ist das schwarze Cape, als „Abendmantel“ zum Frack getragen.
In den 70er Jahren sah man Capes (Lodencapes) häufig im normalen Straßenbild, jedoch fast nur als Damenkleidung. Obwohl sie durch ihren großzügigen Schutz durchaus praktisch sein können, sind sie nur noch selten zu sehen. Immer wieder versuchen Modeschöpfer ein Remake des Capes, sowohl für Damen als auch für Herren, allerdings mit eher mäßigem Erfolg.
Ein Cape ist ein klassischer Bestandteil eines Superhelden-Kostüms.

### Capuchon
Ein Capuchon (von französisch capuchon, Kapuze) ist ein kurzer Damenmantel mit einer großen Kapuze.

### Chesterfield
Der Chesterfield ist ein dreiviertellanger, taillierter Mantel. Häufig wird er mit schwarzem Samtkragen und/oder schwarzseidenen Reversspiegeln getragen. Typisch ist die verdeckte Knopfleiste. Der Chesterfield wird auch zweireihig gefertigt. George Stanhope, 7th Earl of Chesterfield (1831–1871) machte ihn populär; Lord Chesterfield avancierte schließlich zum Namensgeber des Mantels, war aber nicht sein Schöpfer. Zwischen den 1920er und 1960er Jahren zählte der Manteltyp zur Grundausstattung der bürgerlichen Herrenmode.

### Crombie Coat
Der Crombie ist ein klassischer englischer Stadtmantel, geschneidert aus dickem Wollstoff, meist einreihig mit verdeckter Knopfleiste. Dieser Mantel ist in der Skinhead-Szene sehr beliebt, wohl weil er z. B. die Arbeiterklasse symbolisiert.

### Deel
Ein Deel (mongolisch Дээл, Kleid) ist ein traditioneller Mantel, der vor allem in der Mongolei seit mehreren Jahrhunderten in Gebrauch ist. Er wird über der Kleidung getragen, besitzt in der Regel keine Taschen und ist meist aus Baumwolle, Filz oder Seide gefertigt. Geknöpft wird der Deel am Kragen und auf der rechten Seite, außerdem ist er mit einer Stoff- oder Lederschärpe, dem Bus, zusammengewickelt. Am Bus können Werkzeuge und andere Dinge des täglichen Bedarfs befestigt werden. Die im Uhrzeigersinn um die Hüfte gewickelte Schärpe kann bei Männern bis zu sieben Meter lang sein. Frauen tragen eine etwa drei Meter lange Schärpe um die Taille.

### Dufflecoat

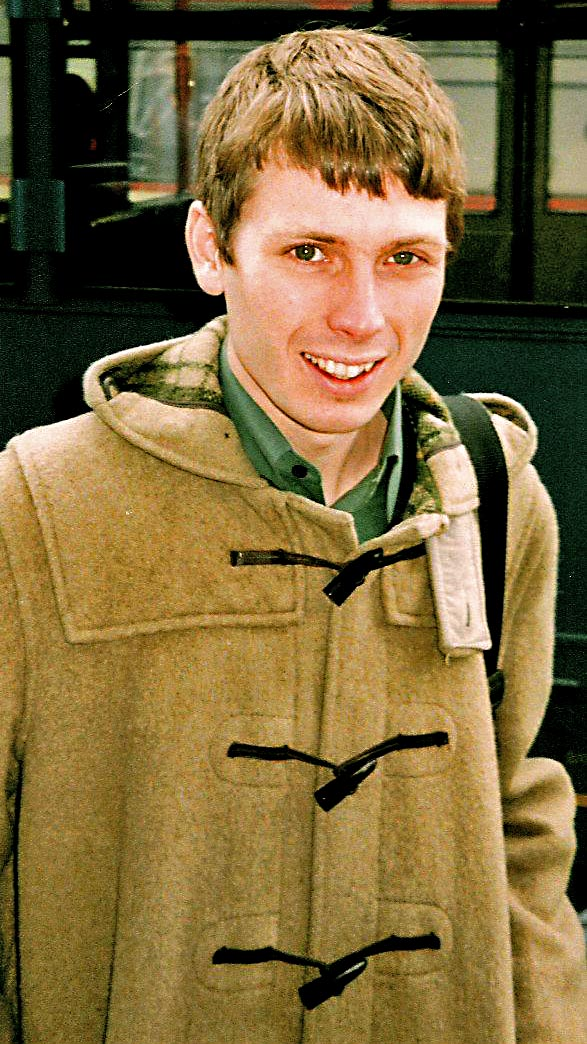
Dufflecoat

Der Dufflecoat ist ein sportlich geschnittener Mantel aus Wollstoff; typischerweise mit Kapuze, aufgesetzten Taschen und Knebelverschlüssen.

### Garrick
Der Schauspieler David Garrick ließ sich diesen Mantel im 18. Jahrhundert als Erster anfertigen: Zahlreiche, übereinandergelegte Pelerinenkragen sollten den englischen Landadel, später dann hochherrschaftliche Kutscher vor Regen und Nässe schützen.

### Havelock
Der moderne Havelock ist ein besonders langer, ärmelloser Pelerinenmantel für den Abend mit fallendem Seidenrevers (Reversecke tiefer als Kragenansatz), verdeckter Knopfleiste und Pattentaschen als Ergänzung zum Frack oder Smoking.

### Inverness-Mantel
Der Inverness-Mantel ist nach der Region Inverness in Schottland benannt und wird auch MacFarlane genannt. Er ist weit geschnitten und hat keine Ärmel. Die Arme werden durch ein vorne lose herabhängendes, zweiteiliges Cape verdeckt.
Bekannt wurde er durch die Sherlock-Holmes- und Dracula-Verfilmungen.

### Kapuzenmantel
In den Maghrebstaaten Nordafrikas weit verbreitet sind bodenlange Kapuzenmäntel mit Ärmeln (Dschellabas); ursprünglich bestehend aus einem Gemisch von Schaf- und Ziegenhaaren, heute auch aus natürlich weißer oder gefärbter Baumwolle. Kapuzenmäntel sind auch Bestandteil vieler christlicher Ordenstrachten (Habite).

### Kotze
Die Kotze (auch der Kotzen) ist ein aus grobem Wollzeug oder Loden gearbeiteter ponchoartiger Überwurf ohne Ärmel. Der Schnitt ist entweder rechteckig oder rund und hat traditionell nur ein Kopfloch und einen Brustschlitz. Modernere Formen haben häufig einen modischen Stehkragen, eine durchgehende Knopfleiste und Einschubtaschen.

### Lackmantel
Lackmäntel werden aus beschichteten Stoffen (PU oder PVC) hergestellt. Bei dem Lack kann es sich um Glanzlack oder Mattlack handeln. Mattlack wird auch im sportlichen Bereich für Regenjacken und Regenanzüge verwendet.
Die ersten Lackmäntel waren Damenmäntel, sie ersetzten den klassischen Regenmantel.
Zuletzt dienten sie weniger als funktionelles Kleidungsstück, sondern als modisches Accessoire. Klassische Lackmäntel sind schwarz, rot oder weiß, heute liefert der Handel alle Farbnuancen. Glanzlack wird, ähnlich dem Nappaleder, eine erotische Ausstrahlung zugeschrieben.
Bekleidung aus Lackstoffen gibt es in unterschiedlichen Formen und Designs, inzwischen auch für Männer. Hüte, Mützen und Südwester werden ebenfalls daraus hergestellt.

### Ledermantel
Der Schnitt des Typs des sehr schweren Ledermantels ist an die Mäntel der Offiziere des Ersten Weltkrieges angelehnt. Er ähnelt im Schnitt einem engen Blazer oder Sakko, die Revers können wie bei einem solchen nach außen umgeschlagen getragen, alternativ jedoch für besseren Schutz übereinandergeklappt und unter dem Kragen geschlossen werden. Diese Mäntel waren in sehr dunklem Grün mit Schulterstücken bei der Wehrmacht und der SS in der Zeit des Nationalsozialismus für Offiziere zulässige, jedoch privat zu beschaffende Uniformteile. Auch bei der Gestapo wurden solche Mäntel in ziviler Version getragen, der offizielle Dienstmantel war jedoch aus gummiertem Baumwollstoff („Klepper“), trotzdem ist die Bezeichnung als „Gestapo-Mantel“ für diesen Typ Mantel auch aus Leder bis heute verbreitet. Aufgrund dieser Vergangenheit wird dieser Typ Ledermantel vielfach mit dem Dritten Reich assoziiert und in vielen Medienproduktionen gerne als offensichtliches Kennzeichen für NS-Funktionsträger verwendet.
Der Ledertrenchcoat von heute besteht in der Regel aus Rind-Nappaleder oder Veloursleder und ist leicht gefüttert, ebenso der Kunstledermantel. Mit einem warmen Wollfutter oder einem Pelz- oder Webpelz-Futter ist er auch im Winter tragbar. Glattlederversionen sind oft nicht gefüttert, eine Imprägnierung des Leders schützt bedingt vor Nässe.
In der Metal-Szene erfreut sich der Ledermantel besonderer Beliebtheit. Anders als bei den Uniformen des Dritten Reiches ist die normale Mantelfarbe bei Szeneangehörigen jedoch schwarz anstelle von dunkelgrün. In der Regel sind diese Mäntel weniger uniformartig geschnitten, dafür jedoch meist länger und aus schwarzem Rind-Nappaleder gefertigt. Durch die Matrix-Filmreihe wurde der schlichte enge und lange Ledermantel um die Jahrtausendwende ein beliebter Modeartikel, obwohl die originalen Matrixmäntel eigentlich aus Latex und nicht aus Leder gearbeitet sind.

### Lodenmantel
Ein wirklicher Lodenmantel besteht aus gewalkter und gekämmter Wollfaser und lässt den Regen gut abperlen. Die klassische Form ist weit und lang geschnitten, hat einen Umlegekragen und eine lange senkrechte Kellerfalte im Rücken.

### Mantelet
Ein Mantelet (französisch mantelet, wörtlich „Mäntelchen“) ist ein Kurzumhang mit Kapuze für Damen; vor allem im 18. und 19. Jahrhundert gebräuchlich.

### Paletot
Ein Paletot (französisch paletot, etwa „Obergewand“; vermutlich von anglo-normannisch paletok = „Strohhaufen“, eventuell für „Strohumhang“ als Regenschutz) ist ein taillierter, dreiviertellanger (also ein knapp über die Knie reichender) leichter Wettermantel. Der Paletot kam um 1840 auf. Frühe Modelle und Militärversionen waren meist zweireihig und ähnelten dem Redingote. Spätere Varianten waren auch einreihig. Als Uniformmantel in der Regel mit buntem Steh(- umfall -)kragen, als Zivilversion oft ein anzugähnliches Revers. Der Paletot ist aus ungemusterten Wollstoffen gearbeitet. Der Kragen des Zivilmodells ist manchmal ein Samtkragen und kann fallweise schmaler als das Revers sein. Die Taschen sind entweder schräg oder waagerecht. Im 18. Jahrhundert entsprach der zivile Paletot dem Stil des darunter getragenen Anzuges.
In Frankreich bezeichnete Paletot allgemein einen Herrenmantel, ab etwa 1860 auch eine bestimmte Art eines Damenmantels. Die zuletzt noch in der Pelzbranche übliche, allgemeine Bezeichnung Paletot für eine lange Damenpelzjacke wurde seit etwa vor 2000 zunehmend durch den in der Textilbranche üblichen Begriff Kurzmantel abgelöst.

### Pardessus
Der Pardessus (französisch par dessus „darüber“) ist ein dem Paletot ähnelnder, leicht taillierter Mantel, der zur Zeit der Krinolinenmode im 19. Jahrhundert getragen wurde. Er unterscheidet sich vom Paletot vor allem dadurch, dass er etwas stärker tailliert ist (oft auch mit Abnähern im Prinzessschnitt) und mit Pelz oder Samt verbrämt ist.

### Pardesü
Die Pardesü (türkisch aus franz.: par dessus, „darüber“) ist eine in der Türkei verbreitete Damenoberbekleidung, die den islamischen Körperbedeckungsvorschriften entspricht (Hidschab). Die Pardesü ist ein meist weit geschnittener, bodenlanger Mantel. Die Pardesü kann die verschiedensten Farben haben. Sie wird teils auch in taillierter Form angeboten.

### Pelisse
Die Pelisse (altfrz. la pelice oder le peliçon pelzgefüttertes Gewand) war im Spätmittelalter ein von Männern und Frauen getragenes pelzverbrämtes oder pelzgefüttertes Ober- oder Übergewand. Ab der Mitte des 18. Jahrhunderts bis um 1867 ein weiter, capeartiger Mantel oder Umhang aus Satin oder Samt, etwa knielang und mit Armschlitzen versehen.

### Pelzmantel

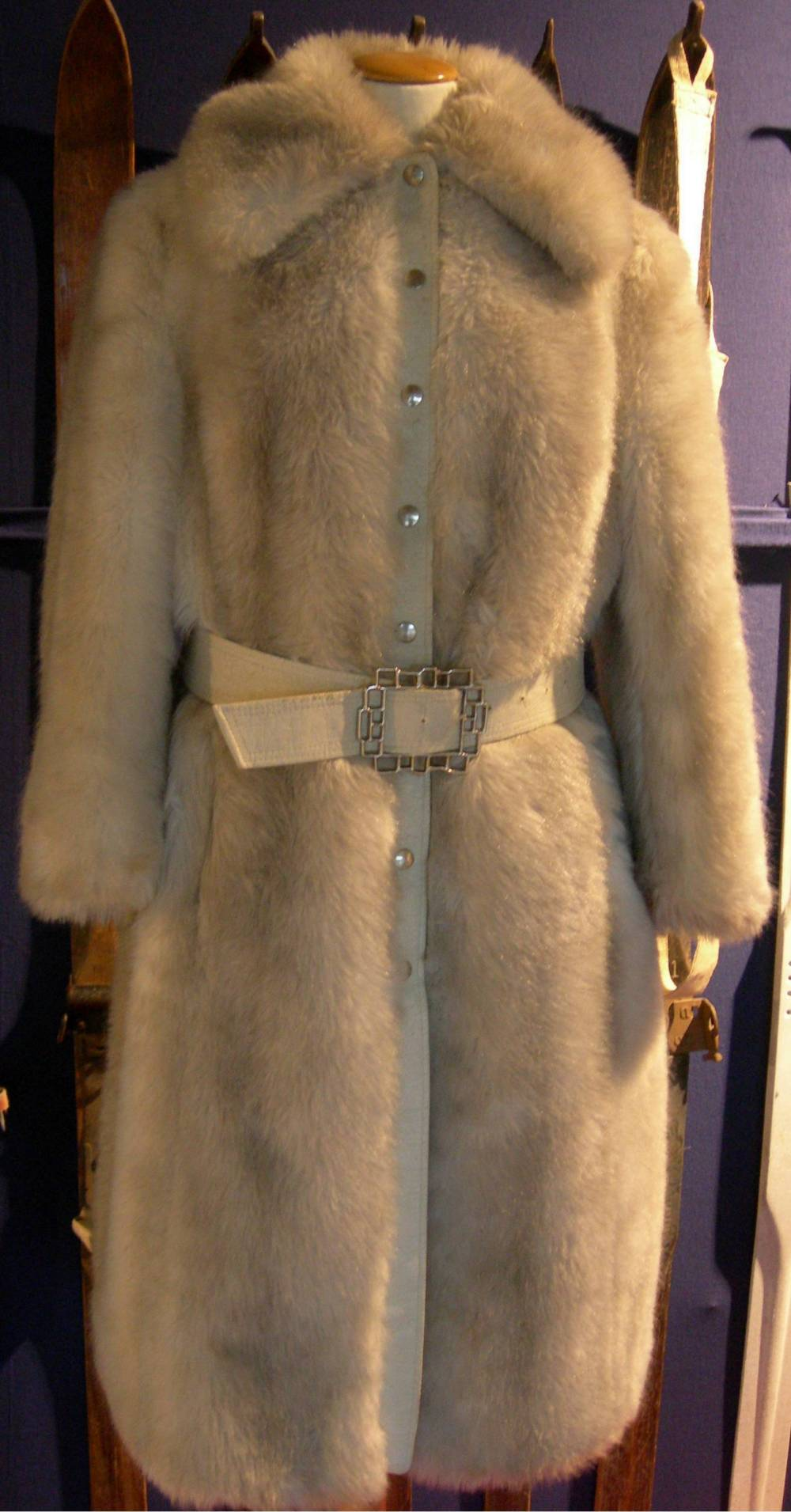
In der DDR gefertigter Pelzmantel Margit Schumanns, getragen während der Olympischen Winterspiele 1972

Als Pelzmantel wird ein aus Fellen, mit dem Haar nach außen, gearbeiteter Mantel bezeichnet. Siehe dazu den Artikel Pelz.

### Poncho
Poncho (spanisch, sprich pon-tscho, ursprünglich aus der Mapuche-Sprache Mapudungun) ist ein in Teilen Südamerikas gebräuchlicher Mantel, der seinen Ursprung bei der indigenen Bevölkerung hat und in seiner ursprünglichen Form dem Radmantel und dem Cape ähnelt.
Heute wird auch das Regencape als Regenponcho bezeichnet.

### Radmantel
Der Radmantel ist eine der ursprünglichsten Mantelformen: Ein an einer Seite geschlitzter, kreisförmiger Stoff wird in der Mitte mit einer Halsöffnung versehen und über die Schultern gehängt. Ein Verschluss, Kragen und Öffnungen zum Durchschieben der Arme können vorhanden sein. Ein enger Verwandter ist das Cape.

### Raglanmantel
Benannt ist der Raglanmantel nach dem einarmigen Feldmarschall Lord Fitzroy James Henry Somerset, später Baron Raglan, dem britischen Oberkommandierenden im Krimkrieg, der einen solchen Mantel trug. Charakteristisch für diesen Mantel ist die Ärmelform: Die Ärmelkugel ist bis zum Halsloch angeschnitten, so dass die Ärmelnaht schräg von der Achsel bis zum Halsausschnitt verläuft und die Schulterpartie am Ärmel angeschnitten ist. Dieser Schnitt erleichtert das An- und Ausziehen.

### Redingote

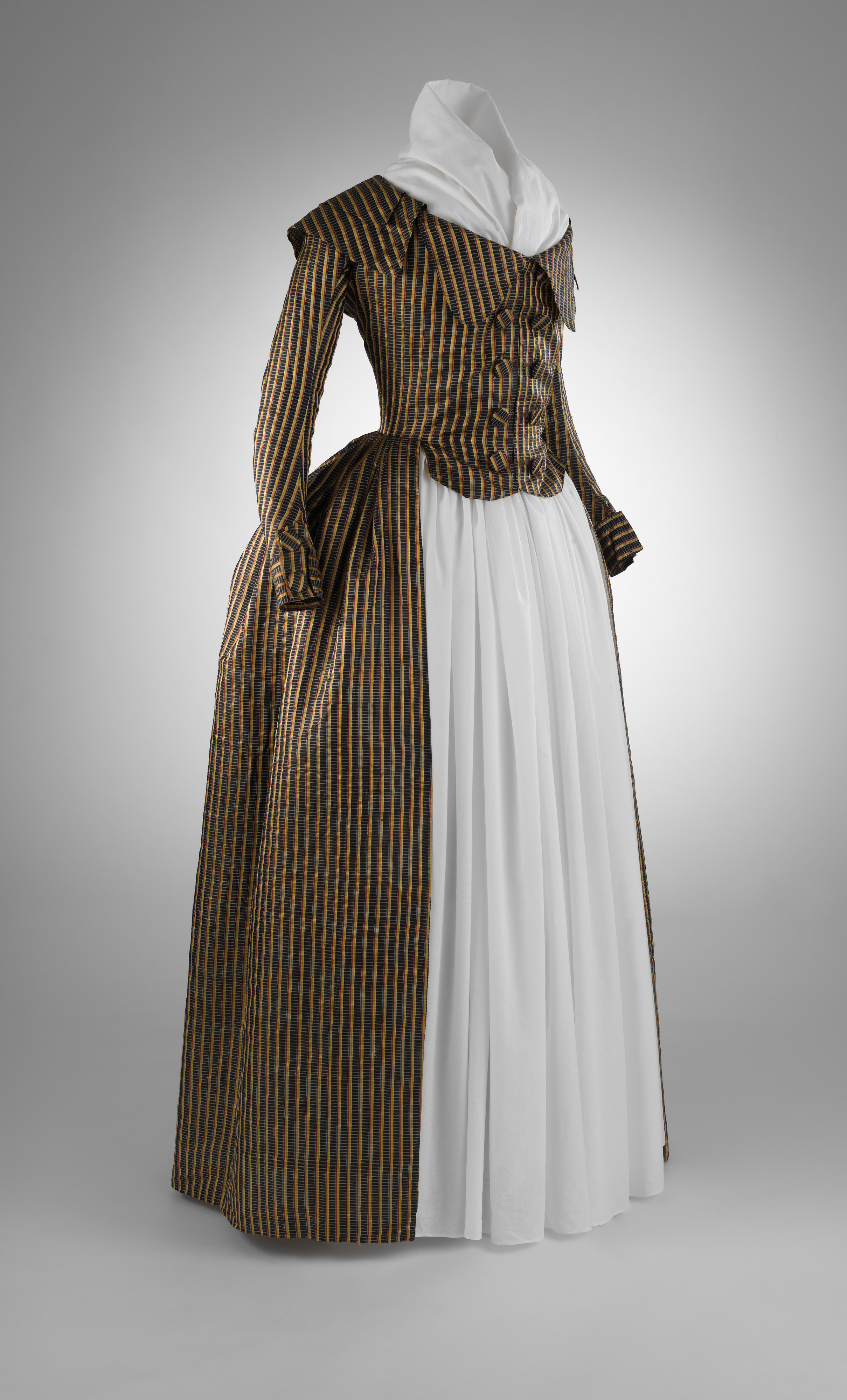
Damenredingote, vermutlich Frankreich, um 1787

Der oder die Redingote (französisch (la) redingote, Verballhornung von englisch riding coat) war anfangs als langer Reitmantel für Mann und Frau konzipiert. Für die Urversion typisch waren ein großer Stehumfallkragen und fallweise ein bis drei überlappende Pelerinen, als Wetterschutz. Der Redingote wird meist seitlich geknöpft, wobei dann eine zusätzliche, rein dekorative Knopfreihe den Anschein der Zweireihigkeit erweckt. Der Redingote entstand im England des 18. Jahrhunderts, gelangte aber bald auch nach Frankreich, wo er als bürgerliches Kleidungsstück und gerne als Uniformmantel der Offiziere diente. Die Damenversion glich einem eng anliegenden (Reit-)Kleid, bei dem die vordere Beinpartie ausgespart blieb und den Blick auf das darunter getragene Kleid freigab. Die Trägerin erlangte so die für das Reiten im Damensitz notwendige Bewegungsfreiheit. Redingotes, die nicht als Reitkleid genutzt wurden, besaßen in der Regel einen vorn geschlossenen Rock.
Heute bezeichnet man in Frankreich langschößige Reitbekleidung häufig als Redingote, ungeachtet der Anzahl der Knopfreihen oder des Zuschnitts.

### Regenmantel

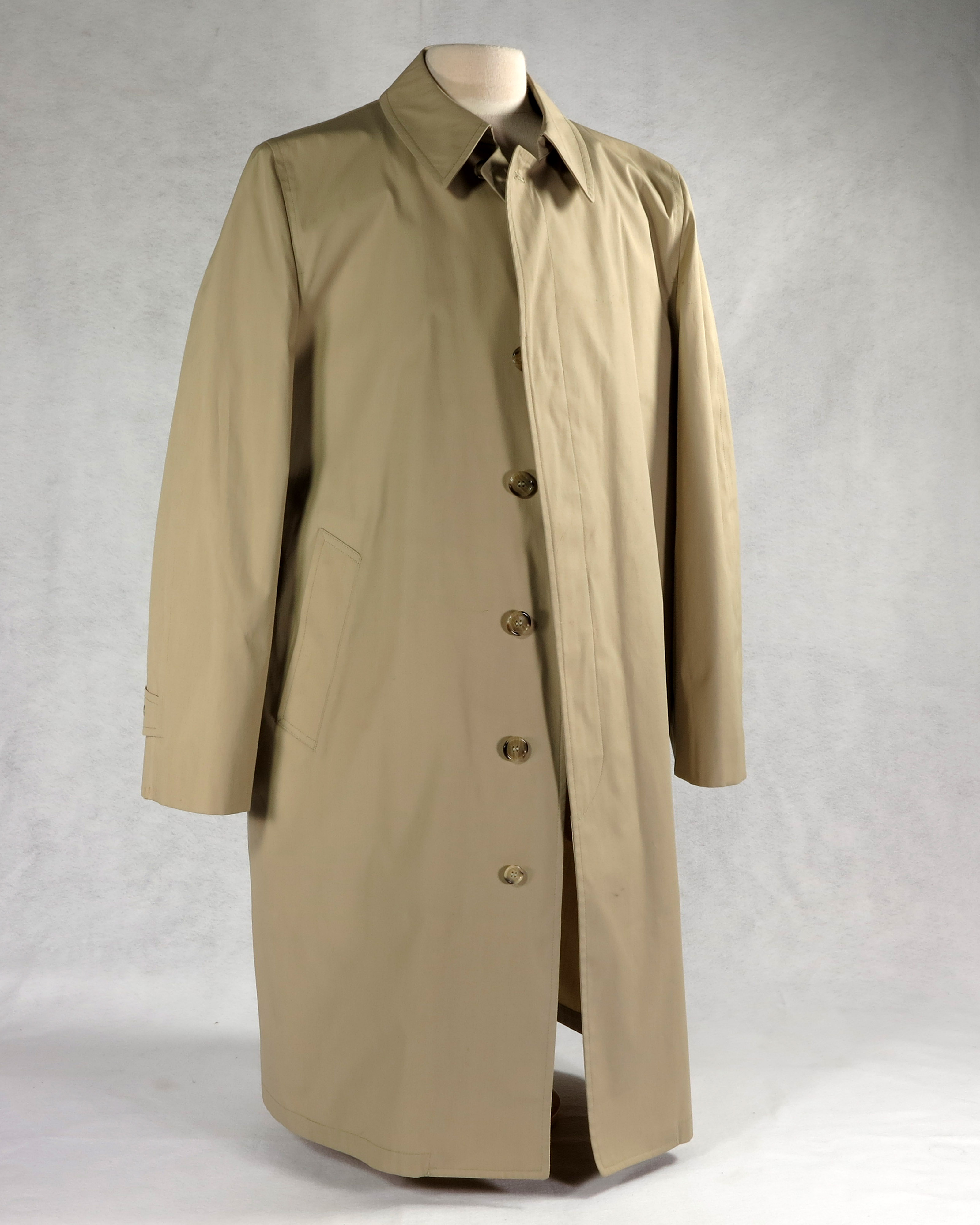
Einreihiger Regenmantel von US-Präsident Gerald R. Ford mit eingearbeiteter schusssicherer Weste (1975)

Ein Regenmantel ist aus wasserabweisendem Material gefertigt. Früher war dies vor allem Gummi – dafür stehen der Mackintosh aus Schottland (ab 1824), der Kleppermantel aus Rosenheim (ab 1920) und zunächst (in den 1970er Jahren) auch ein ironisch als „Friesennerz“ bezeichneter Regenschutz. Eine der Alternativen ist gewachster Baumwollstoff – Barbour produziert Wachsjacken seit ca. 1900 bis heute.
Um ca. 1950 wurden Regenmäntel allgemein aus PVC angefertigt, Plastikmäntel, wie sie ähnlich heute noch gebräuchlich sind. Ihr Nachteil ist, dass die durch Schwitzen entstehende Feuchtigkeit durch das luftdichte Material nicht verdunsten kann. Dem wird versucht, durch Lüftungsöffnungen entgegenzuwirken.
Heute werden Regenmäntel aus als „atmungsaktiv“ beschriebenen synthetischen Stoffen mit Klimamembranen (Goretex, Sympatex und andere) gefertigt. Darüber hinaus gibt es Regenmäntel aus beschichteten Materialien (PU oder PVC), die als Lackmäntel angeboten werden.
Regenmäntel sind meist lang geschnitten und haben einen hohen Kragen oder eine Kapuze.

### Roquelor
Roquelor (oder frz. Roquelaure) ist die Bezeichnung für einen schweren Wollmantel, der von den Infanteristen der preußischen Armee des 18. Jahrhunderts getragen wurde, zu deren Ausrüstung ansonsten kein Mantel gehörte.

### Staubmantel
Als Staubmantel (Duster) wird eine robuste Mantelform bezeichnet, die dem Träger besonderen Schutz beim Sitzen auf einem Pferd, Kutschbock oder in neueren Zeiten auch einem Motorrad bieten soll. Er entwickelte sich vermutlich aus dem Kutschermantel oder Carrick in den Pionierepochen Nordamerikas und Australiens.

### Surtout

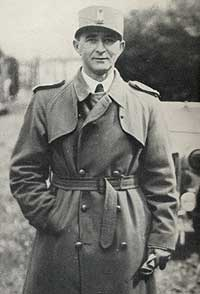
Kommandeur der Norwegian Independent Company No. 1 mit Trenchcoat (1941)

Der Surtout (Aussprache [syʁ.tu], französisch sur tout für „über alles“ bzw. „über allem [anderen]“) kam im 18. Jahrhundert in Frankreich auf. Ursprünglich bezeichnete er einen einreihigen reverslosen Herrenrock mit hohem Stehkragen, der auch Einzug in der napoleonischen Armee fand.
Später mutierte er zu einem leichten Kurzmantel, teilweise mit mehreren übereinander lappenden Pelerinen.

### Trenchcoat
Der klassische Trenchcoat ist ein Regenmantel aus leichtem Baumwollstoff, wie Gabardine oder Popeline. Im wörtlichen Sinn ist er, aus dem Englischen stammend, ein Mantel (= coat) für Schützengräben (seit dem Ersten Weltkrieg). Trench hat dort die Bedeutung von Schützen- oder Laufgraben, was sich wiederum aus dem Französischen „tranchées“ = Schützengräben ableitet. Der Trenchcoat gehörte damals zur Standardausrüstung der britischen Armee. Sein Erfinder war Thomas Burberry, der auch den oben genannten Gabardine einführte.

### Übergangsmantel

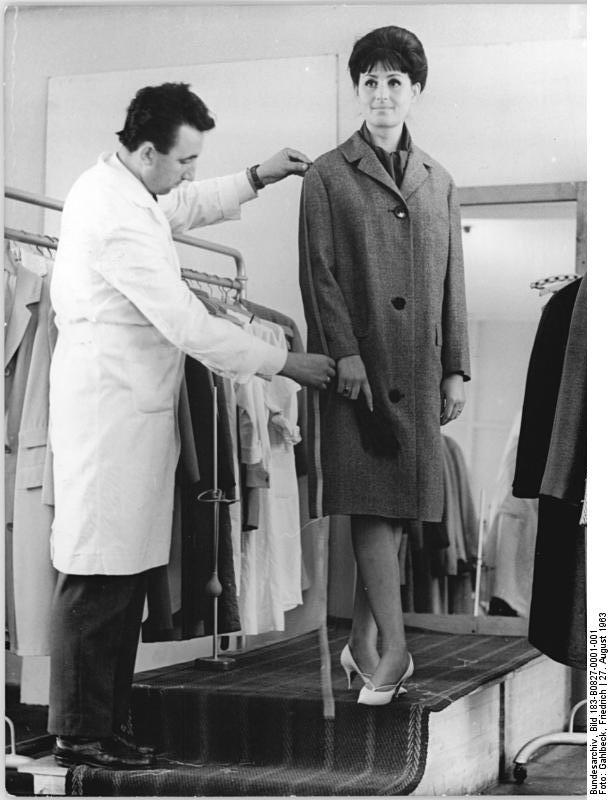
Präsentation eines Übergangsmantels für Damen, DDR, 1963

Ein leichter Mantel aus dünnem, aber wetterfestem Stoff und dünnem Futter dient als Übergangskleidung im Fühling und im Herbst. Es kann ein Trenchcoat sein, Übergangsmäntel und -jacken gibt es aber auch als Damenbekleidung in einer Vielzahl an Schnitten und Mustern. Der „Übergangsmantel“ ist ein Lieblingswort des Kabarettisten Urban Priol: „Mich fasziniert innerhalb der deutschen Muttersprache seit der Kindheit die Bezeichnung für etwas, das zu nichts so richtig nütze ist.“

### Ulster
Als Ulster wird ein langer, weiter Wintermantel bezeichnet, der gerne von Männern getragen wird, er besteht aus schwerem Stoff mit breitem Kragen und breitem Revers.
Der Name entstand im 20. Jahrhundert und leitet sich von der Provinz Ulster in Irland ab, wo dieser schwere Stoff zuerst hergestellt und Mäntel daraus gefertigt wurden.

## Sonstiges
- Die Redensart „den Mantel nach dem Wind hängen“ bedeutet, dass man sich stets der herrschenden Meinung oder den Machtverhältnissen anpasst.
- Der Spruch „etwas mit dem Mantel der Nächstenliebe bedecken“ besagt, dass man über eine Verfehlung großzügig hinwegsieht.
- Die Redensart „einer Sache ein Mäntelchen umhängen“ besagt, dass man etwas als harmlos hinstellt.
- Der Spruch „Die Wahrheit ist ein wärmender Mantel“ besagt, dass die Wahrheit etwas Gutes und Beschützendes ist.
- Weitverbreitet ist auch die Metapher: „den Mantel des Schweigens über etwas breiten“.
- 1842 erschien Nikolai Gogols Erzählung Der Mantel.
- Martin von Tours teilte der Überlieferung nach mit seinem Schwert seinen Mantel und gab die eine Hälfte einem armen, unbekleideten Mann.